# المدينة المفقودة زد (فلم)
المدينة المفقودة زد أو المدينة الضائعة زي (بالإنجليزية: The Lost City of Z)، هو فيلم درامي وسيرة ذاتية ومغامرة أمريكي من عام 2016، ألَّفه وأخرجه الكاتب جيمس غراي، وذلك بالاستناد إلى كتاب يحمل نفس العنوان ألفه، في عام 2009، الصحفي ديفيد غران. وقد صنفته مجلة تايم كواحدٍ من أفضل 10 أفلام لعام 2017.
والفيلم من بطولة تشارلي هونام في دور فاوسيت، ولعب الممثل روبرت باتينسون دور زميله المستكشف هنري كوستون، ولعبت الممثلة سينا ميلير دور زوجته نينا فاوسيت، ولعب الممثل توم هولاند دور ابنه الأكبر جاك.
يصور الفيلم المستكشف البريطاني بيرسي فاوسيت، الذي أُرسل إلى البرازيل للعثور على مدينة قديمة مفقودة في الأمازون، حيث حاول العديد من المحاولات في سبيل ذلك.

## وصلات خارجية
- الموقع الرسمي
- المدينة المفقودة زد  في قاعدة بيانات الأفلام على الإنترنت (بالإنجليزية)
- المدينة المفقودة زد (فلم) في موقع بوكس أوفيس موجو.
- المدينة المفقودة زد (فلم) في روتن توميتوز.
- المدينة المفقودة زد على موقع أول موفي.